# Rudolf Gundlach
Rudolf Gundlach (* 28. März 1892 in Wiskitki; † 4. Dezember 1957 in Colombes) war ein polnischer Ingenieur, Erfinder und Konstrukteur, der insbesondere durch ein Periskop für Panzer bekannt wurde.

## Leben
Gundlach wuchs in Łódź als Sohn eines evangelischen Pastors auf. Anschließend studierte er ab 1911 Maschinenbau an der Technischen Universität Riga. Er war – wie sein älterer Bruder Sigmund – Mitglied der Akademische Verbindung „Veletia“. Nach Ausbruch des Ersten Weltkrieges wurde er 1916 in die Imperiale Russische Armee eingezogen, die ihn in Moskau als Artillerieoffizier ausbilden ließ. Als 1917 die Oktoberrevolution ausbrach, trat er in Tartu dem Polnischen I. Korps unter General Józef Dowbor-Muśnicki bei. Nach dessen Eingliederung in die Polnischen Landstreitkräfte kehrte er nach Polen zurück und nahm am Polnisch-Sowjetischen Krieg teil. Nach Kriegsende setzte er sein unterbrochenes Studium ab 1922 an der Technischen Universität Warschau fort und diplomierte schließlich 1925.
1929 war Gundlach Chefkonstrukteur des Panzerwagens CWS Ursus und überwachte die Konstruktion des leichten Panzers 7TP und des mittleren Panzers 10TP. Am 18. Februar 1930 wurde er zum Hauptmann befördert. 1932 diente er im Militärinstitut für Konstruktion und Forschung in Warschau (polnisch Wojskowy Instytut Badań Inżynieryjnych). Im Rang eines Majors der Pioniertruppe leitete er vor dem Zweiten Weltkrieg das technische Büro für Panzerforschung (polnisch Biuro Badań Technicznych Broni Pancernych). Von 1938 bis 1939 war er Mitherausgeber einer militärischen Monatsschrift (polnisch Przegląd Wojsk Pancernych).

## Panzerperiskop: Winkelspiegel MK.IV
Gundlach erlangte Bekanntheit durch eine von ihm entwickelte Art von Panzerperiskop, das bei etlichen Panzermodellen eingebaut wurde. Der bisweilen als revolutionär bezeichnete Winkelspiegel MK.IV, wurde 1936 als Periskop angemeldet und in praktisch jedem Panzermodell des Zweiten Weltkrieges verwendet.

## Exil
Nach dem Überfall Deutschlands auf Polen floh Gundlach 1939, wie viele polnische Techniker, Wissenschaftler und Ingenieure, über Rumänien nach Frankreich, wo er im militärischen Büro des Industrieministeriums (polnisch Biuro Wojennego Przemysłu przy Ministerstwie Przemysłu) der polnischen Exilregierung arbeitete. Nachdem Deutschland im Westfeldzug Frankreich zur Niederlage gezwungen hatte, konnte Gundlach aufgrund gesundheitlicher Probleme nicht, wie seine Landsleute, weiter nach Großbritannien evakuiert werden. Er verbrachte den Rest des Zweiten Weltkrieges stattdessen im vom Vichy-Regime beherrschten Teil Frankreichs.
Nach dem Zweiten Weltkrieg führte er einen langen Rechtsstreit um Lizenzgebühren, die er von verschiedenen Winkelspiegelherstellern einforderte. 1947 erhielt er schließliche 84 Millionen Franc zugesprochen, die es ihm erlaubten, sich auf einem Bauernhof in Colombes nordöstlich von Paris zur Ruhe zu setzen. Dort wohnte er bis zu seinem Tod im Jahr 1957.

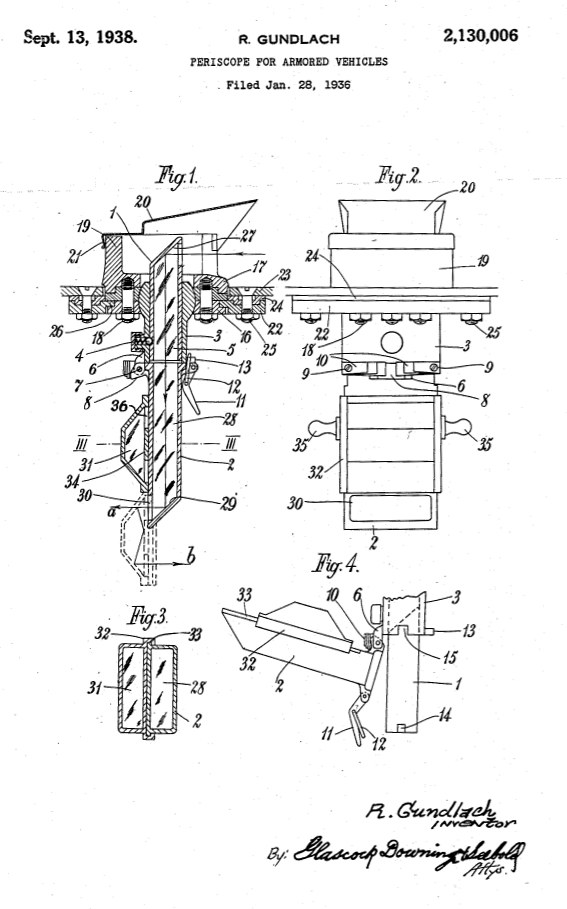
Winkelspiegel MK.IV
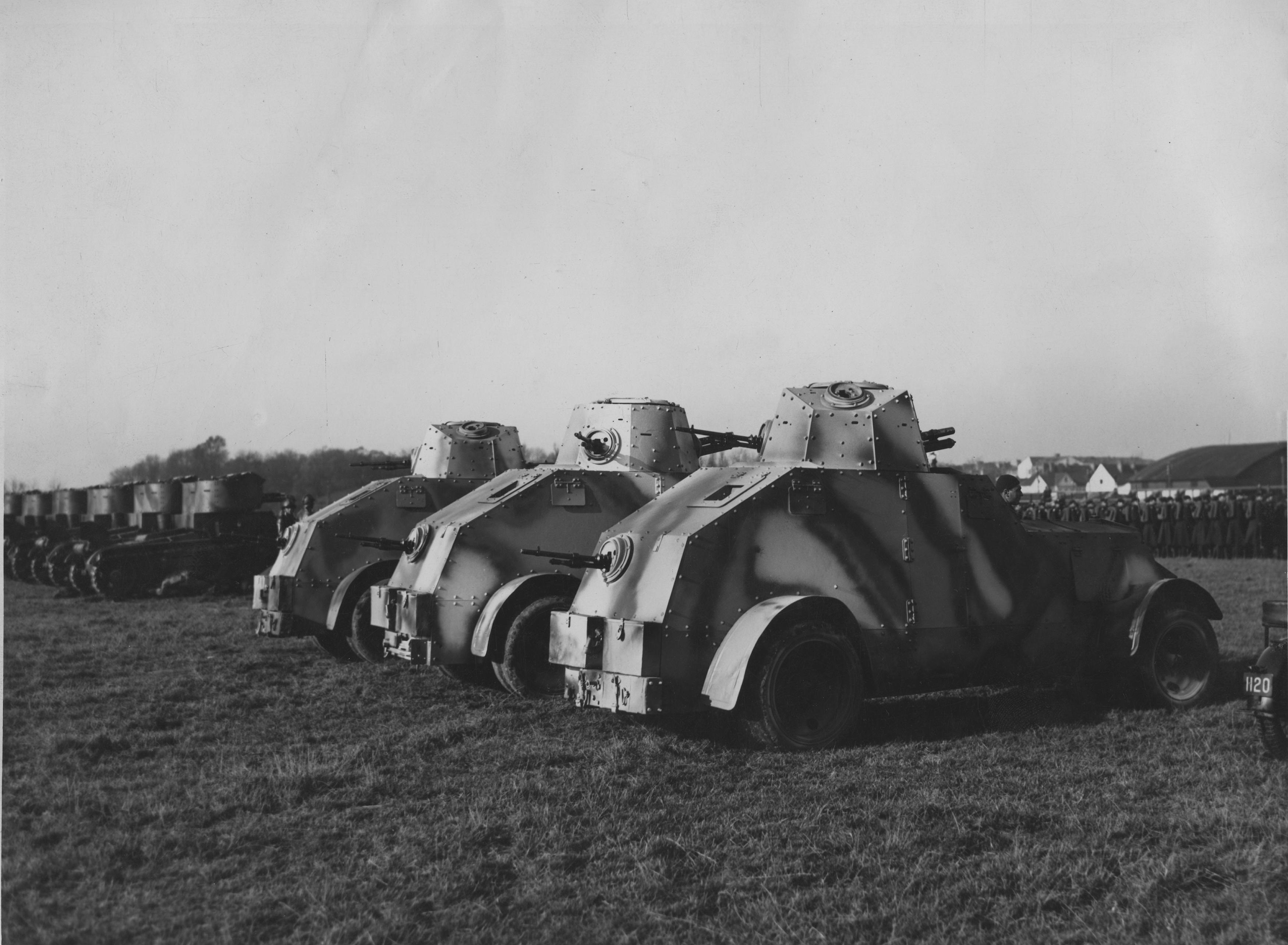
Panzerwagen CWS Ursus
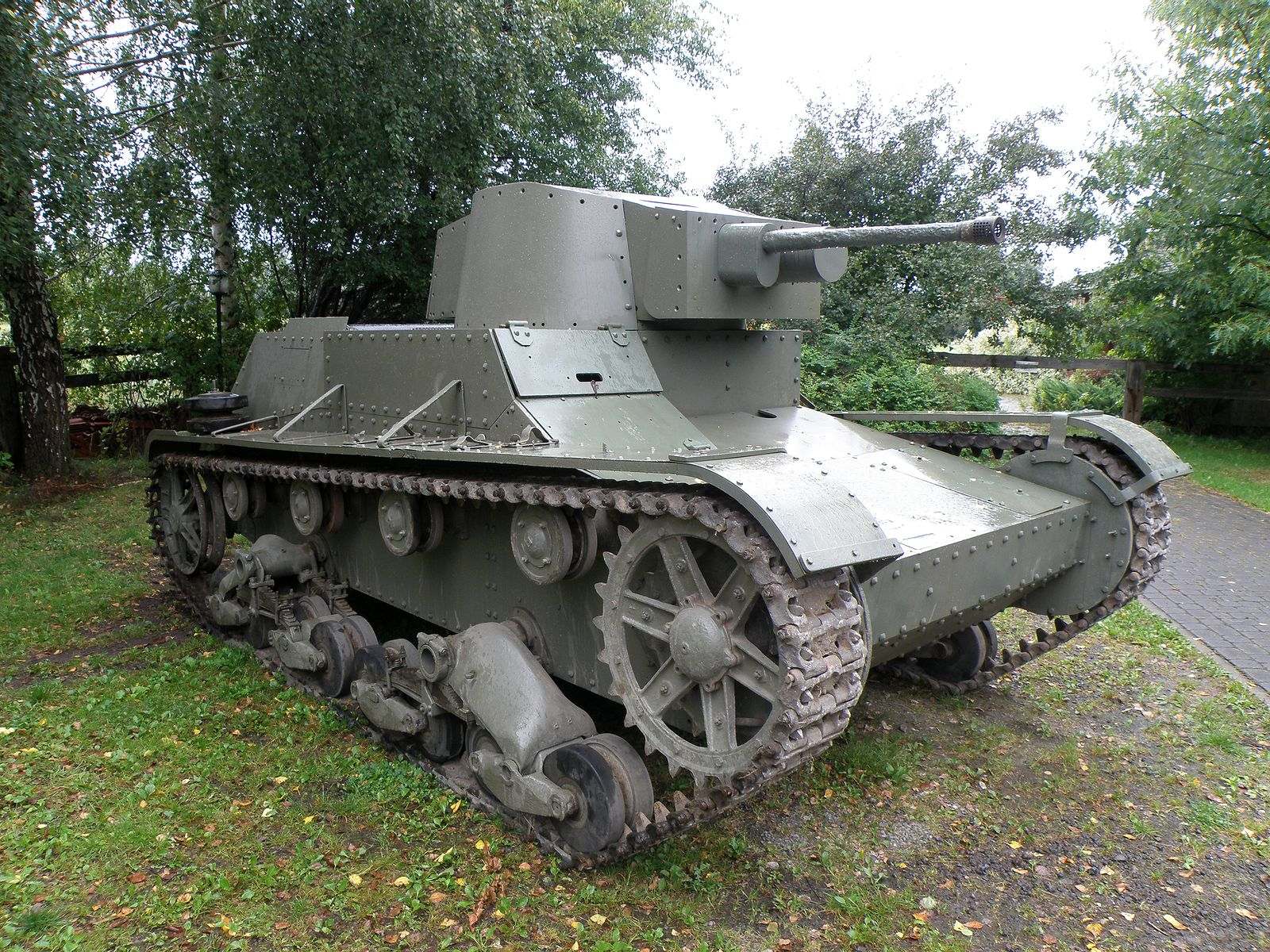
Panzer 7TP

## Ehrungen
Gundlach erhielt für seine Erfindung das Verdienstkreuz der Republik Polen in Gold.

## Patent-Informationen
Patente von Rudolf Gundlach:
- Patent  DE661055C: Periskop für gepanzerte Raupenfahrzeuge usw.. Angemeldet am 18. Januar 1936, veröffentlicht am 9. Juni 1938, Erfinder: Rudolf Gundlach.‌
- Patent  FR801142A: Périscope pour véhicules blindés tels que automobiles, auto-chenilles, matériel de chemin de fer ou autres. Veröffentlicht am 28. Juli 1936, Erfinder: Rudolf Gundlach.‌
- Patent  GB452263A: Improvements in and relating to periscope for armoured endless track vehicles, motor cars, railway cars and the like. Veröffentlicht am 19. August 1936, Erfinder: Rudolf Gundlach.‌
- Patent  US2130006A: Periscope for armored vehicles. Veröffentlicht am 13. September 1938, Erfinder: Rudolf Gundlach.‌